# NGC 664
NGC 664 é uma galáxia espiral (Sb) localizada na direcção da constelação de Pisces. Possui uma declinação de +04° 13' 21" e uma ascensão recta de 1 horas, 43 minutos e 45,9 segundos.
A galáxia NGC 664 foi descoberta em 24 de Setembro de 1830 por John Herschel.